# Тілопо рожевоволий
Тілопо рожевоволий (Ptilinopus dohertyi) — вид голубоподібних птахів родини голубових (Columbidae). Цей рідкісний вид є ендеміком Індонезії. Вид названий на честь американського ентомолога Вільяма Доерті.

## Опис
Довжина птаха становить 33-25 см. Голова і верхня частина шиї кремові. Нижня частина шиї і горло рожеві. Решта тіла переважно темно-зелена, блискуча. Рожеві груди відділені від темно-синього живота білою смугою. Края крил темно-сині. На потилиці яскрава червона пляма. На гузці жовті смуги. Молоді птахи мають тьмяніше, більш зелене забарвлення.

## Поширення і екологія
Рожевоволі тілопо є ендеміками острова Сумба. Вони живуть у вологих гірських і рівнинних тропічних лісах. Зустрічаються на висоті від 160 до 500 м над рівнем моря. Живляться плодами.

## Збереження
МСОП класифікує цей вид як вразливий. За оцінками дослідників, популяція рожевоволих тілопо становить близько 6000 птахів. Їм загрожує знищення природного середовища.